# 中之島プラザ

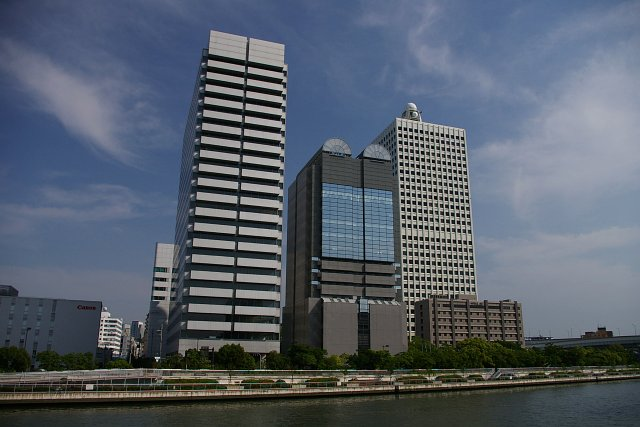
中之島六丁目のビル群
中央が中之島プラザ

中之島プラザ（なかのしまプラザ）は、大阪府大阪市北区中之島6丁目にある商業ビル（閉業）。
棟内の主要施設は、ホテル（7 - 9階）、フィットネスクラブ（4 - 6階）、レストラン・喫茶・結婚式場等である。
運営会社は関電アメニックス。
1992年12月開業。
2022年9月末営業終了。

## 周辺情報
- 大阪国際会議場
- リーガロイヤルホテル
- 中之島センタービル
- 中之島インテス
- 中之島西公園
- キヤノンビジネスサポート中之島ビル
- 味の素グループ大阪ビル

## アクセス

### バス
- 大阪シティバス 53系統船津橋停留所下車　徒歩1分
- 大阪シティバス 88系統土佐堀3丁目停留所下車 徒歩3分

### 鉄道
- 京阪電鉄 中之島線 中之島駅 徒歩5分
- Osaka Metro千日前線 玉川駅 徒歩10分
- Osaka Metro千日前線 阿波座駅 徒歩10分